# Lophozia sudetica
Lophozia sudetica ist eine Lebermoos-Art aus der Familie Lophoziaceae und gehört zur Gruppe der beblätterten Lebermoose. Deutsche Namen sind Sudeten-Spitzmoos oder Sudeten-Spitzlebermoos.
Nach neueren Veröffentlichungen aus den Jahren 2016 und 2017 heißt die Art nunmehr Barbilophozia sudetica (Nees ex Huebener) L.Söderstr., De Roo & Hedd. Die Gattung Barbilophozia wird dabei der Familie Anastrophyllaceae in der Ordnung Jungermanniales zugeordnet.

## Merkmale
Die Art wächst in rotbraunen bis seltener dunkelgrünen Rasen oder vereinzelt zwischen anderen Moosen. Die niederliegenden Pflanzen sind etwa ein Zentimeter lang und zwei Millimeter breit, an der Unterseite spärlich mit Rhizoiden besetzt. Die Flankenblätter sind längs bis schräg angewachsen, rundlich und etwa 0,8 Millimeter breit und lang. Die Blattspitze ist mit seichtem, halbmondförmigem Einschnitt in zwei zugespitzte Lappen geteilt. Die Blattzellen sind in der Blattmitte 20 mal 25 Mikrometer, an der Blattbasis bis 40 Mikrometer groß. Sie haben gelbbraune Zellwände, die Zellecken sind mehr oder weniger knotig verdickt. Pro Zelle sind 4 bis 12 Ölkörper vorhanden. Unterblätter fehlen gewöhnlich.
Die Geschlechterverteilung ist diözisch. Sporogone sind selten. Die Ausbreitung erfolgt gewöhnlich durch Brutkörper, die an den obersten Blattzipfeln reichlich gebildet werden, sie sind rostrot, eckig und ein- bis zweizellig.

## Standortansprüche
Das Moos wächst an lichtreichen bis beschatteten, frischen bis mäßig trockenen Standorten auf saurem Substrat. Aus den Alpen werden Wuchsorte an feucht-schattigen Stellen, in Nordhängen oder in Nischen und Schluchten genannt. Es besiedelt kalkfreie Felsen und Erdstandorte, Karbonatgestein nur dann, wenn eine isolierende Humusschicht vorhanden ist.

## Verbreitung
In Österreich ist die Art in den Zentralalpen verbreitet, in den höheren Lagen häufig, hier steigt sie bis in Höhen von über 3000 Metern. In den Nord- und Südalpen sowie in der Böhmischen Masse ist sie zerstreut bis selten.
Weltweit gibt es Vorkommen auf der Nordhalbkugel: Gebirge von Zentral- und Westeuropa, Skandinavien, Teile von Asien, nördliches Nordamerika.